# Ludovico de Posavina
Ludovico de Posavina (también llamado Ljudevit (pronunciado [ʎûdeʋit] ) o Liudewit [en latín: Liudewitus] y, a menudo, Ljudevit Posavski), fue duque de los eslavos en la Baja Panonia de 810 a 823. La capital de su reino estaba en Sisak (en la moderna Croacia). Encabezó la oposición a la dominación franca en tanto que señor de los eslavos de Panonia, pero fue derrotado y huyó al sur, a Dalmacia, primero a un condado (župa) serbio, y luego al amparo del señor eslavo Ljudemisl, que lo mató a traición.

## Rebeliones contra los francos
Ludovico envió emisarios al emperador Ludovico Pío en Heristal en el 818. Estos le describieron los horrores perpetrados a su entender por el margrave Cadolah de Friul (800-819) y sus hombres en Panonia, pero el rey de los francos se negó a imponer la paz. Esto empujó a Ludovico a rebelarse contra la autoridad franca al año siguiente, tras haber sido acusado de graves faltas en la corte franca. El emperador despachó a Cadolah a sofocar la rebelión. Ambos bandos reunieron fuerzas para el enfrentamiento inminente. Los eslavos de Ludovico vencieron al enemigo y obligaron a Cadolah a replegarse a Friul, donde murió de enfermedad al poco.
Los representantes de Ludovico se avinieron a firmar una tregua en el Concilio de Ingelheim de julio del 819, pero el emperador rehusó las condiciones propuestas por aquel y le exigió más concesiones. Ante la imposibilidad de poner fin a la guerra, Ludovico buscó aliados. El primero en ligarse a él había sido el duque Borna (Dux Dalmatiae et Liburniae), jefe de los guduscanos, pero el soberano franco le prometió hacerle príncipe de Panonia si cambiaba de bando y lo ayudaba a aplastar la rebelión de Ludovico, propuesta que aceptó. Los eslavos carantanianos y carniolanos, vecinos de la marca del Friul y víctimas también de las agresiones de su señor, también colaboraron con Ludovico. Los timocianos (habitantes del valle de Timok) también se unieron a él, amenazados como estaban por sus vecinos búlgaros.
Los francos enviaron un gran ejército al mando del nuevo margrave de Friul, el duque Baldrico, para combatir a Ludovico en el otoño, mientras este reclutaba carantanos a lo largo del río Drava. Las fuerzas francas tenían ventaja numérica, por lo que expulsaron a Ludovico de Carniola, allende el Drava, al centro de sus dominios. Sin embargo, Baldrico no lo persiguió, ya que tenía que pacificar a los carantanos. Borna avanzó con sus fuerzas y las del suegro de Ludovico, Dragomuž, desde el suroeste. En la batalla de Kupa, sus guduscanos lo abandonaron y se pasaron a las filas de Ludovico; Dragomuž pereció en la lid. Borna sí logró escapar, merced a la ayuda de sus guardias.
Ludovico aprovechó la victoria para talar Dalmacia en diciembre. Borna estaba demasiado débil tras la derrota para impedirlo, por lo que los dálmatas se defendieron por sí mismos mediante hostigamiento y trataron de agotar a las huestes de Panonia. El duro invierno de las zonas montañosas las obligaron finalmente a retirarse. Los informes de Borna al emperador franco indicaron que Ludovico había perdido tres mil hombres, más de trescientos caballos y mucha comida en la campaña dálmata.

## Continuación de la guerra

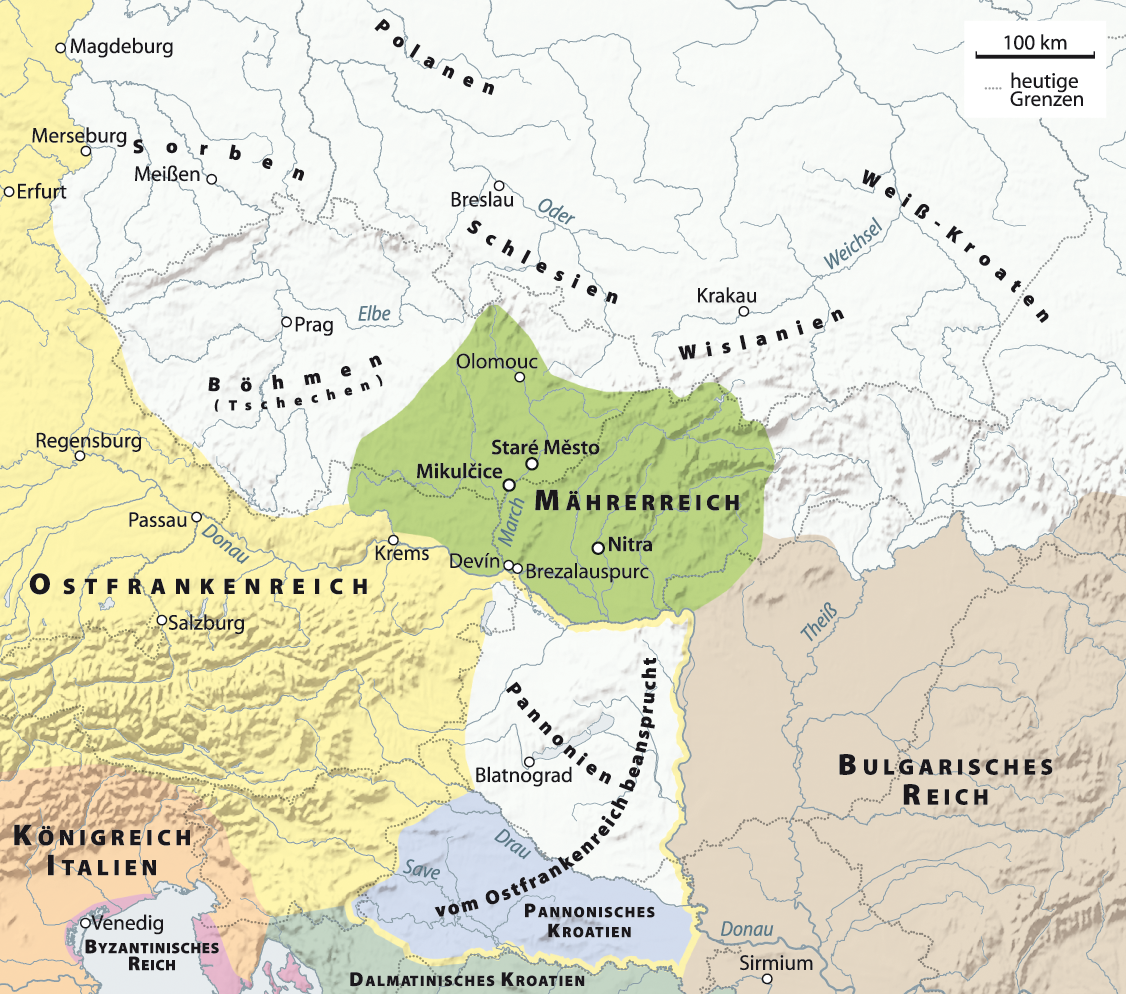
Mapa de Europa central en el siglo, en la que la «Panonia croata» se muestra en ligero claro.

Borna firmó una alianza con el emperador franco en Aquisgrán en enero de 820. Los coligados pretendían invadir los dominios de Ludovico mediante una compleja ofensiva que llevarían a cabo tres ejércitos. Al concluir el invierno, empezaron a reunirse grandes ejércitos francos en Italia, Francia Oriental, Baviera, Sajonia y Alemannia, que iban a invadir simultáneamente las tierras del rebelde en la primavera. El ejército septentrional partió de Baviera y atravesó Panonia para penetrar en el territorio enemigo cruzando el río Drava, pero las huestes de Ludovico le impidieron hacerlo. El ejército meridional trató de cruzar los Alpes Nóricos, utilizando la carretera que iba de Aquilea a Emona, pero Ludovico pudo nuevamente frenar la invasión, esta vez en los Alpes. El ejército central marchó del Tirol a Carniola. Ludovico trató nuevamente de frenar a los invasores, pero fue vencido en las tres batallas que libró ante un enemigo más numeroso. El ejército franco alcanzó finalmente el Drava y Ludovico tuvo que refugiarse una vez más en el núcleo de sus posesiones.
Los francos tuvieron entonces expedito el camino desde el norte y el sur e invadieron el territorio desde las tres direcciones previstas. Esto desanimó a Ludovico, que se replegó a un recio castillo sito en la cima de una colina, mientras la población se refugiaba en los bosques y los pantanos. Pese a su apurada situación, Ludovico se negó a parlamentar con los francos, que finalmente se retiraron de sus tierras, diezmados por las enfermedades que las fuerzas del norte habían contraído en las ciénagas del Drava. No obstante, los eslavos de Carantania perdieron la independencia interna y hubieron de someterse a la autoridad del margrave Baldrico, si bien algunos siguieron fieles a Ludovico. El príncipe Borna murió en 821 y le sucedió el sobrino de Ludovico, Vladislav. El Concilio de Aquisgrán de febrero del 821 reconoció al emperador Ludovico Pío el título de príncipe de Dalmacia y Liburnia.
El concilio estudió además nuevas acciones contra el rebelde Ludovico. Los francos decidieron fundamentalmente repetir el plan que les había permitido invadir las tierras de Ludovico y acometerlo otra vez desde tres direcciones a la vez. El rebelde consideró que no podía hacer frente al enemigo en campo abierto, por lo que abordó la construcción de grandes fortalezas para frenarlo. El patriarca veneciano Fortunato lo ayudó, enviándole arquitectos y albañiles desde Italia. El patriarca buscó refugio en la bizantina Zara durante la última invasión franca (822).

## Búsqueda de amparo serbio

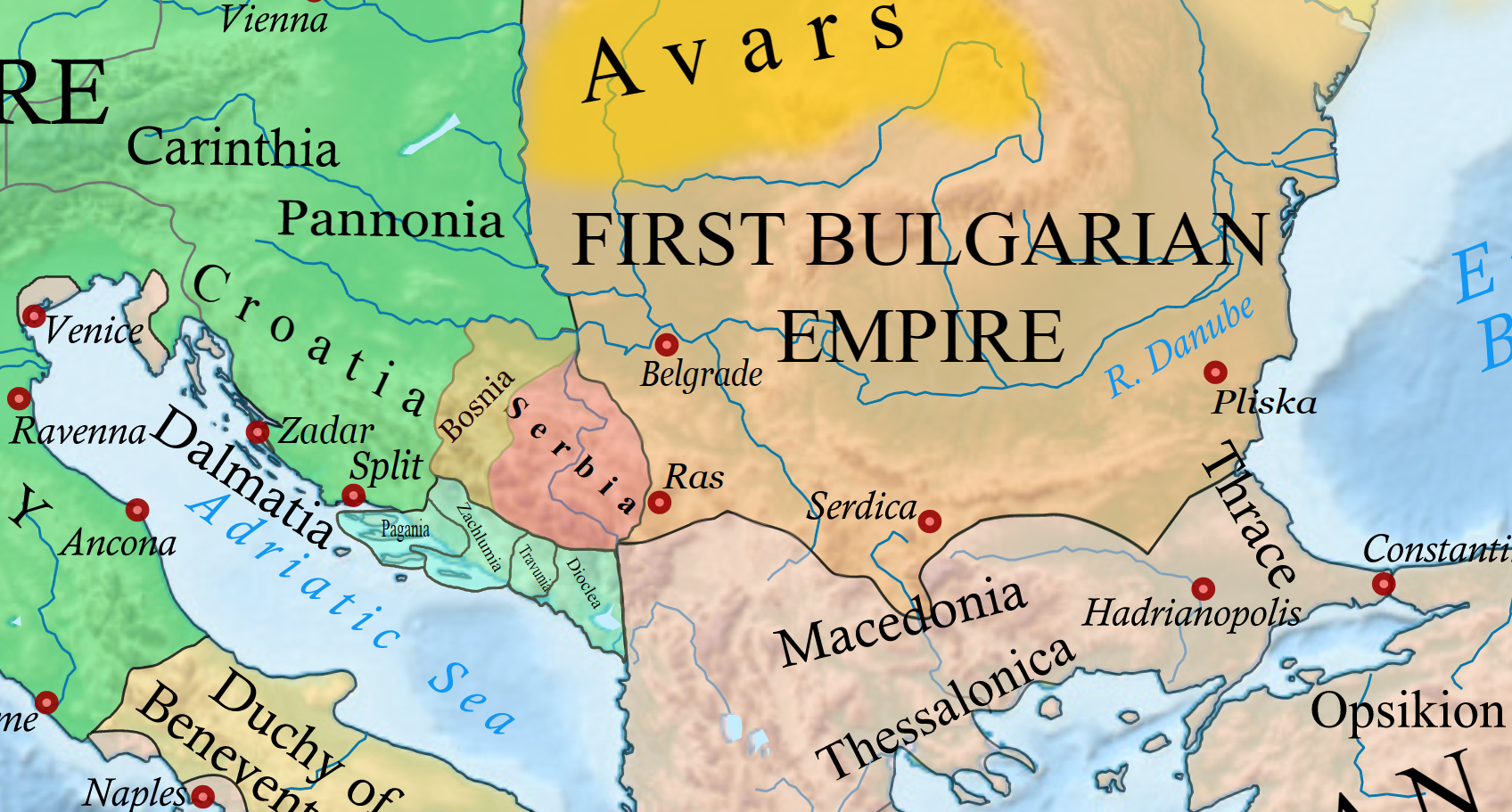
Principados eslavos hacia el 814.

Según Einhard, autor de los Anales del Reino de los Francos, la última ofensiva franca hizo a Ludovico abandonar su capital de Sisak y buscar amparo entre los serbios (822) (Siscia civitate relicta, ad Sorabos, quae natio magnam Dalmatiae partem obtinere dicitur, fugiendo se contulit). En la Vita Hludovici, obra de la época, se omite la referencia a los serbios. Ludovico mató luego al župan serbio que lo había acogido y asumió temporalmente el gobierno de su condado (župa).
La ubicación y la naturaleza de estos serbios mencionados en las fuentes primarias han interesado a los historiadores desde el siglo XIX. Vjekoslav Klaić escribió que estaba allende el Sava y el Bosna. Ferdo Šišić ubicó la región al sureste del Sava y el Vrbas, cerca de Dalmacia. Sima Ćirković opinó que había un consenso en que el lugar en el que se había refugiado estaba en Bosnia, pero descalificó los intentos de fijar el sitio exacto. Nada Klaić consideró que el lugar al que huyó Ludovico era en realidad el condado medieval de Srb, junto al río Una. Relja Novaković analizó el texto de Einhard y concluyó que la zona podía estar cerca del Kozara, Grmeč, Una y Kupa. Ivo Goldstein reconoció que debía estar en Srb. Radoslav Katičić y Tibor Živković, por el contrario, disintieron. Según Mladen Ančić, los autores de los Anales utilizaron el término «Dalmacia» en 822 y 833 en un sentido general, con poca exactitud geográfica.
Según John Van Antwerp Fine, era difícil encontrar serbios en esta zona, pero era posible que existiesen pequeños grupos de ellos entre los que poblaban la región. La interpretación de Živković del texto latino fue que lo que indicaban los relatos de los representantes francos en Siscia y Croacia era que los serbios reclamaban como suya parte de la Dalmacia romana, como hacían también los francos, no que hubiese necesariamente asentamientos serbios en la zona. Neven Budak creía difícil localizar el lugar exacto en la antigua provincia de Dalmacia, pero se inclinaba por que este estuviera en el centro o este de Bosnia.

## Muerte
Poco después de la crisis con sus anfitriones serbios, Ludovico envió un emisario a la corte franca que portaba el mensaje de su disposición a reconocer la autoridad suprema del emperador Ludovico Pío. Sin embargo, volvió a huir, esta vez a Dalmacia, al amparo de Ljudemisl, tío de Borna; la región la administraba por entonces el nuevo duque Vladislav. Finalmente, Ljudemisl lo mató a traición.